# Astragalus subalpinus
Astragalus subalpinus är en ärtväxtart som beskrevs av Josef Franz Freyn. Astragalus subalpinus ingår i släktet vedlar, och familjen ärtväxter. Inga underarter finns listade i Catalogue of Life.